# Cleora etesiae
Cleora etesiae är en fjärilsart som beskrevs av Fletcher 1967. Cleora etesiae ingår i släktet Cleora och familjen mätare. Inga underarter finns listade i Catalogue of Life.